# Ruggero III di Sicilia
Ruggero III di Sicilia (1175 – Palermo, 24 dicembre 1193) era l'erede designato al trono del Regno di Sicilia.

## Biografia
Ruggero nacque nel 1175, figlio primogenito di Tancredi d'Altavilla (1139-1194), conte di Lecce e poi re di Sicilia, e di Sibilla di Medania (1153-1205). 
Nominato duca di Puglia nel 1189, per essere designato a succedere del padre, salito al trono in quell'anno. Nell'agosto 1192 nella cattedrale di Brindisi sposò Irene Angelo (1180-1208), figlia dell'imperatore bizantino Isacco II Angelo: in occasione delle nozze il padre fece restaurare l'antica fontana sulla via Appia, nei pressi del porto di Brindisi, che da allora venne denominata Fontana Tancredi. 
A Brindisi avvenne anche l'investitura ufficiale, in attesa della cerimonia di incoronazione che si sarebbe dovuta svolgere a Palermo. 
Il giovane Ruggero prese in mano le redini del Regno, al fianco del padre impegnato nella difesa del Regno minacciato dalle pretese della zia Costanza d'Altavilla e del di lei marito, l'imperatore Enrico VI. Ma Ruggero, il 24 dicembre 1193, all'età di 18 anni, morì. Al suo posto Tancredi designò re di Sicilia il figlio minore, Guglielmo, di soli 9 anni. Lo stesso Tancredi morì poco dopo, il 20 febbraio 1194, affidando la reggenza alla moglie Sibilla.
Quando Enrico VI di Germania pochi mesi dopo invase ed annesse la Sicilia, designò Irene Angelo, vedova di Ruggero, come moglie del fratello Filippo di Svevia.

## Ascendenza
|                         |   |                     | Genitori             |  |  | Nonni |  |  | Bisnonni              |  |  | Trisnonni            |  |
|                         |   |                     |                      |  |  |       |  |  | Ruggero II di Sicilia |  |  | Ruggero I di Sicilia |  |
|                         |   |                     |                      |  |  |       |  |  | Ruggero II di Sicilia |  |  | Ruggero I di Sicilia |  |
|                         |   | Adelasia del Vasto  |                      |  |  |       |  |  | Ruggero II di Sicilia |  |  |                      |  |
| Ruggero III di Puglia   |   |                     |                      |  |  |       |  |  | Ruggero II di Sicilia |  |  |                      |  |
|                         |   | Elvira di Castiglia | Alfonso VI di León   |  |  |       |  |  |                       |  |  |                      |  |
|                         |   | Elvira di Castiglia | Alfonso VI di León   |  |  |       |  |  |                       |  |  |                      |  |
|                         |   | Elvira di Castiglia | Isabella di Siviglia |  |  |       |  |  |                       |  |  |                      |  |
| Tancredi di Sicilia     |   | Elvira di Castiglia |                      |  |  |       |  |  |                       |  |  |                      |  |
|                         |   | Accardo II di Lecce | Goffredo II di Lecce |  |  |       |  |  |                       |  |  |                      |  |
|                         |   | Accardo II di Lecce | Goffredo II di Lecce |  |  |       |  |  |                       |  |  |                      |  |
|                         |   | Accardo II di Lecce | …                    |  |  |       |  |  |                       |  |  |                      |  |
| Emma dei conti di Lecce |   | Accardo II di Lecce |                      |  |  |       |  |  |                       |  |  |                      |  |
|                         |   | …                   | …                    |  |  |       |  |  |                       |  |  |                      |  |
|                         |   | …                   | …                    |  |  |       |  |  |                       |  |  |                      |  |
|                         |   | …                   | …                    |  |  |       |  |  |                       |  |  |                      |  |
| Ruggero III di Sicilia  |   | …                   |                      |  |  |       |  |  |                       |  |  |                      |  |
|                         | … | …                   |                      |  |  |       |  |  |                       |  |  |                      |  |
|                         | … | …                   |                      |  |  |       |  |  |                       |  |  |                      |  |
|                         | … | …                   |                      |  |  |       |  |  |                       |  |  |                      |  |
| Rainaldo d'Aquino       | … |                     |                      |  |  |       |  |  |                       |  |  |                      |  |
|                         |   | …                   | …                    |  |  |       |  |  |                       |  |  |                      |  |
|                         |   | …                   | …                    |  |  |       |  |  |                       |  |  |                      |  |
|                         |   | …                   | …                    |  |  |       |  |  |                       |  |  |                      |  |
| Sibilla di Medania      |   | …                   |                      |  |  |       |  |  |                       |  |  |                      |  |
|                         |   | …                   | …                    |  |  |       |  |  |                       |  |  |                      |  |
|                         |   | …                   | …                    |  |  |       |  |  |                       |  |  |                      |  |
|                         |   | …                   | …                    |  |  |       |  |  |                       |  |  |                      |  |
| Cecilia di Medania      |   | …                   |                      |  |  |       |  |  |                       |  |  |                      |  |
|                         |   | …                   | …                    |  |  |       |  |  |                       |  |  |                      |  |
|                         |   | …                   | …                    |  |  |       |  |  |                       |  |  |                      |  |
|                         |   | …                   | …                    |  |  |       |  |  |                       |  |  |                      |  |
|                         |   | …                   |                      |  |  |       |  |  |                       |  |  |                      |  |